# Udamoselis estrellamarinae
Udamoselis estrellamarinae is een halfvleugelig insect uit de familie witte vliegen (Aleyrodidae), onderfamilie Udamoselinae.
De wetenschappelijke naam van deze soort werd voor het eerst geldig gepubliceerd door Martin in 2007.